# ポルトガルの警察
ポルトガルの警察（ポルトガルの警察）について解説する。
ポルトガルの警察・法執行機関は主に以下の2つがある。
- 公共治安警察(Polícia de Segurança Pública,PSP)
- ポルトガル共和国国家警備隊(Guarda Nacional Republicana,GNR)

PSPは主に、文民組織であり内務省管轄下で、主に大都市部を担当しており、GNRは国防省傘下の国家憲兵であり、平時は内務省の指揮で主に地方部を担当している。
また、犯罪捜査に関しては、主に司法警察(Polícia Judiciária)が行なう。
差別事件の報告に関しては、ヨーロッパ人の55％がまず警察に連絡し、35％が平等機関に、27％が労働組合に連絡している。